# DJK Schwarz-Weiß Wiesbaden
Die DJK SC Schwarz-Weiß Wiesbaden e.V. ist ein Sportverein im hessischen Wiesbaden, der überregional durch die Erfolge seiner Frauenhandballmannschaft bekannt wurde. Die Abkürzung DJK steht für Deutsche Jugendkraft, siehe DJK-Sportverband.

## Der Verein
Gegründet wurde der Verein am 24. Januar 1956 als „SC Schwarz-Weiß Wiesbaden e.V.“. Seinen bis heute gültigen Namen „Deutsche Jugendkraft Sport Club Schwarz-Weiß Wiesbaden e.V.“ erhielt er am 14. Juli 1971. Im Jahr 2008 ist er in sieben Abteilungen organisiert: Fußball, Baseball, Unihockey, Karate, Volleyball, Gymnastik, Mutter/Kind-Turnen. Handball wird im Verein seit 1995 nicht mehr gespielt.

## Die Handballerinnen der DJK Schwarz-Weiß
Im November 1967 erfolgte die Gründung der Handballabteilung, 1969 wurde mit dem Spielbetrieb begonnen. In der Saison 1969/70 spielten die DJK-Damen in der Bezirksklasse. 1976 holte sich Schwarz-Weiß den Bezirkspokal und spielte mittlerweile in der Verbandsliga.
1982 folgte der nächste Erfolg: Die DJK sicherte sich die Hessenmeisterschaft und stieg in die Regionalliga Südwest auf. Schon in der zweiten Spielzeit, 1983/84, errang man den zweiten Platz, dem ein Jahr später die erneute Vizemeisterschaft folgte. In der Saison 1985/86 dann eine weitere Steigerung: Die DJK-Damen holten sich die Meisterschaft der Regionalliga Südwest, Staffel Nord, und setzten anschließend sich in zwei Relegationsspielen gegen den Südstaffel-Meister Südwest Ludwigshafen durch. Damit war man Südwestdeutscher Meister und Aufsteiger in die 2. Bundesliga.
1986 war jedoch nicht nur das Jahr mit dem bis dahin größten Erfolg der Vereinsgeschichte. Im selben Jahr musste die Herrenmannschaft (1973 gegründet) wegen Spielermangel aufgelöst werden und die 2. sowie 3. Damenmannschaft stiegen aus der Ober- bzw. Bezirksliga ab.
Die 1. Mannschaft aber setzte ihren Erfolgsweg fort. Zwischen 1986 und 1989 wurde Schwarz-Weiß zu einer festen Größe in der 2. Bundesliga Süd. Und im DHB-Pokal spielte man sich bis ins Viertelfinale, ehe man am späteren Sieger VfL Engelskirchen scheiterte.
Dann 1989/90 der erste Angriff auf die Tabellenspitze: Mit 36:8 Punkten belegte man hinter den beiden hessischen Rivalen TV Mainzlar (39:5) und TSV Rot-Weiß Auerbach (36:8) den dritten Platz. Ein Jahr später war mit 40:4 Zählern der Titel in greifbarer Nähe, aber der VfL Sindelfingen (42:2) setzte sich am Ende hauchdünn durch. 1991/92 schließlich war es so weit: Die 262fache DDR-Nationalspielerin Katrin Mietzner, ihres Zeichens Weltmeisterin von 1978, wechselte zur DJK und führte die Mannschaft zusammen mit dem neuen Trainer Volker Ligges (zuvor bei Bayer Leverkusen tätig) an die Tabellenspitze der 2. Bundesliga Süd. Mit 41:3 Punkten und zehn Zählern Vorsprung auf den 1. FC Nürnberg gelang der Sprung in die Aufstiegsrunde zur 1. Bundesliga, wo mit SG GutsMuths/BTSV Berlin, SV Süd Braunschweig, dem Hastedter TSV und der TSG Wismar vier vermeintlich hohe Hürden warteten. Aber: Die A-Jugend musste eine Spielgemeinschaft mit TuS Eintracht Wiesbaden bilden und die B-Jugend vom Spielbetrieb zurückgezogen werden. Die Vernachlässigung der Jugendarbeit sollte sich noch bitter rächen.
Dem Auftakterfolg in Braunschweig folgte ein klarer 33:9-Heimsieg gegen Hastedt sowie ein 23:16 in Wismar, so dass das letzte Heimspiel gegen Berlin die Entscheidung bringen musste. Am 23. Mai 1992 vor 600 Zuschauern in der Sporthalle am Elsässer Platz setzten sich die Schwarz-Weißen mit 22:20 durch, und der Aufstieg in die 1. Bundesliga war geschafft. Doch dem Jubel über die Qualifikation für die Eliteliga folgte schon bald die Ernüchterung. Da neben dem Hauptsponsor kein weiterer Geldgeber gefunden wurde und sich aus der Vergangenheit Schulden angehäuft hatten, musste mit einem schmalen Etat das „Abenteuer Bundesliga“ angegangen werden. Am Ende der Saison 1992/93 stand dann mit fünf Siegen, 13:35 Punkten und Platz 11 der sportliche Klassenerhalt. Da sich zur neuen Spielzeit dann jedoch auch noch der Hauptsponsor zurückzog, blieb, um nicht die Existenz des Gesamtvereins zu gefährden, nur noch die Möglichkeit des Rückzugs aus der Bundesliga. 1994 folgte der Rückzug aus der 1. Bezirksliga, und 1995 wurde der Spielbetrieb eingestellt.

## Größte Erfolge
- Aufstieg in die 1. Bundesliga 1992
- Viertelfinalist im DHB-Pokal 1988
- Aufstieg in die 2. Bundesliga 1986
- Aufstieg in die Regionalliga 1982

## Die Bundesligabilanz
| Saison  | Spielklasse | Platz | Spiele | Tore    | Diff. | Punkte |
| ------- | ----------- | ----- | ------ | ------- | ----- | ------ |
| 1986/87 | 2. BL Süd   | 5     | 16     | 258:264 | −6    | 14:18  |
| 1987/88 | 2. BL Süd   | 3     | 18     | 319:287 | 32    | 25:11  |
| 1988/89 | 2. BL Süd   | 6     | 18     | 304:314 | −10   | 14:22  |
| 1989/90 | 2. BL Süd   | 3     | 22     | 419:329 | 90    | 36:8   |
| 1990/91 | 2. BL Süd   | 2     | 22     | 488:343 | 145   | 40:4   |
| 1991/92 | 2. BL Süd   | 1     | 22     | 554:315 | 239   | 41:3   |
| 1992/93 | Bundesliga  | 11    | 24     | 425:516 | −91   | 13:35  |

|  | Aufstieg in die 1. Bundesliga |
|  | Abstieg aus der 1. Bundesliga |